# 오쿠보역 (효고현)
오쿠보역(일본어: 大久保駅 오오쿠보에키[*])은 일본 효고현 아카시시에 위치한 서일본 여객철도의 역이다.
아침 시간대에 1편, 이 역에서 출발하는 보통 열차가 설정되어 있다. (니시아카시에서 회송, 회차하여 이 역에서 출발) 시간표의 이행률이 떨어질 때 쾌속 여차나 본래 정차하지 않는 신쾌속의 운전이 오쿠보에서 중단되는 때가 있어 오쿠보에서 히메지 방면으로 운전이 보류되게 된다. 신쾌속의 운행 중단의 경우, 후속 신쾌속도 임시열차가 되는 경우가 있다.
오쿠보에서의 승차권을 구입하면 역명 앞에 '(陽)'라는 인자가 새겨지는데, 이것은 주오 본선의 오쿠보나 오우 본선의 오쿠보 역과의 구분을 위한 것이다. '陽'은 산요 본선의 '陽'에서 따온 것이다.

## 역 구조
섬식 승강장으로 2면 4선의 대피 시설을 갖춘 고가역이다. 1번 승강장이 상행 대피선, 2번 승강장이 상행 본선, 3번 승강장이 중선, 4번 승강장이 하행 본선이다. 통상적으로 정차에는 2번 승강장과 4번 승강장이 사용된다. 4번 승강장 옆에는 승강장이 없는 하행 대피선이 하나 더 있다.
어번 네트워크에 속해 있어, 이코카 및 제휴 IC 카드의 사용이 가능하다.
| 1 | ■ JR 고베 선 | (상행) | 산노미야・오사카 방면 (대피열차)    |
| 2 | ■ JR 고베 선 | (상행) | 산노미야・오사카 방면               |
| 3 | ■ JR 고베 선 | (하행) | 가코가와・히메지 방면 (대피 열차)   |
| 3 | ■ JR 고베 선 | (상행) | 산노미야・오사카 방면 (오쿠보 시발) |
| 4 | ■ JR 고베 선 | (하행) | 가코가와・히메지 방면               |

## 역사
- 1888년 12월 23일: 산요 철도 아카시역 ~ 히메지역 간의 개통과 동시에 개업.
- 1906년 12월 1일: 산요 철도의 국유화에 따라 일본국유철도 소속이 되었다.
- 1909년 10월 12일: 노선 명칭 제정으로 산요 본선의 소속이 되었다.
- 1972년 10월 1일: 화물 취급 폐지.
- 1987년 4월 1일: 민영화에 따라 서일본 여객철도의 소속이 된다.
- 1996년: 새 역사의 개축으로 2면 3선에서 4선으로 확장하였다.
- 2003년 11월 1일: 이코카의 사용이 개시되었다.

## 인접정차역
| 서일본 여객철도 산요 본선 | 서일본 여객철도 산요 본선 | 서일본 여객철도 산요 본선 |
| ------------------------- | ------------------------- | ------------------------- |
| 니시아카시 마이바라 방면  | ■ JR 고베 선 보통         | 우오즈미 히메지 방면      |